# Sylvie Audcoeur
Sylvie Audcoeur est une actrice, scénariste et réalisatrice française.

## Biographie
Sylvie Audcoeur, née le 08 novembre 1965, obtient le prix Adami des Jeunes Talents en 1994 pour son rôle dans le Spectacle Dorothy Parker.
Elle est la nièce de Josiane Balasko et la cousine de Marilou Berry.[réf. souhaitée]

## Filmographie

### Actrice

#### Cinéma
- 1991 : Peinture fraîche
- 1991 : La Neige et le Feu : Nadine
- 1994 : Troubles ou la journée d'une femme ordinaire : la mère
- 1995 : Gazon maudit : Ingrid
- 1996 : Les Menteurs
- 1996 : Enfants de salaud : Marion
- 2001 : Les Âmes câlines : la femme du début
- 2005 : Il ne faut jurer... de rien! : Gabrielle
- 2009 : Conversation avec sa maîtresse
- 2016 : La Politesse des anges court métrage de Valérie Théodore
- 2022 : Une belle course de Christian Carion

#### Télévision
- 1991 : Les Enfants de la plage: Julie
- 1996 : L'instit, épisode 4-04, Méchante, de Denys Granier-Deferre : Blanche
- 1997 : Les Cordier juge et flic, épisode Le petit frère : infirmière de l'hôpital
- 1998 : Bébé volé
- 1998 : Les Cordier juge et flic, épisode un Garçon mystérieux : infirmière de l'hôpital
- 1998 : Au cœur de la loi: Mandel (épisodes inconnus)
- 1999 : Les Duettistes : une dette mortelle : le chercheur
- 1999 : Une femme d'honneur : son et lumières (saison 3 - épisode 4) : Marion Jallieux
- 1999 : Juliette : Marie
- 1999 : Julie Lescaut, épisode 3 saison 8, L'affaire Darzac d'Alain Wermus : Nadine Pons
- 1999 : Les Cordier juge et flic, épisode Piège à minuit : commissaire Ardaillon
- 2000 : Un homme à la maison : Valérie Delisle
- 2001 : Les désirs sauvages de mon mari m'ont presque rendue folle : Louise
- 2003 : Navarro, épisode Ainsi soit-il : Hélène
- 2008 - 2011 : Chante ! : Christina Barnatan
- 2012 : Mes amis, mes amours, mes emmerdes...
- 2015 : Le Sang de la vigne : Médoc sur ordonnance de René Manzor :  Macha Grimaud
- 2016 : Alliances rouge sang de Marc Angelo : Clothilde
- 2016 : J'ai épousé un meurtrier de Marc Angelo : Clothilde
- 2017 : Le Bureau des légendes saison 3: conseillère cabinet de recrutement
- 2018 : Sous la peau de Didier Le Pêcheur : Pratt
- 2021 : Sauver Lisa de Yann Samuell : Mrs. Germain

### Scénariste
- 2001 : L'Instit (TV) (2 épisodes)
- 2004 : Plus belle la vie (TV) (7 épisodes)
- 2009 : Conversation avec sa maîtresse- Court métrage - prix du scénario au festival de Valenciennes
- 2010 : Fortunes sur Arte
- 2010-2014 : Saisons 3 et 4 de la série Mes amis, mes amours, mes emmerdes... sur TF1
- 2018 : Sous la peau sur France 3

### Réalisatrice
- 2021 : Une mère

## Théâtre

### Autrice
- 2000 : Court sucré ou long sans sucre?, mise en scène Bruno Chapelle et David Basant, Café de la Gare
- 2004 : Romance en Fa, mise en scène Christophe Lidon (Festival)
- 2005 : 1,2,3 Sardines, mise en scène Jean-Luc Moreau, théâtre Fontaine
- 2007 : Happy Hanouka, mise en scène Jean-Luc Moreau, théâtre Michel
- 2009 : Échauffements climatiques, mise en scène Xavier Letourneur, théâtre Fontaine
- 2011 : Bistro ! de Sylvie Audcoeur et Marie Piton, mise en scène Anne Bourgeois, théâtre de l'Œuvre

### Comédienne
- 1989 : Les Troyennes d'après Euripide, mise en scène Roger Louret (Nuit du Théâtre)
- 1989 : La guerre de Troie n'aura pas lieu de Jean Giraudoux, mise en scène Roger Louret (Nuit du Théâtre)
- 1990 : Spectacle Dorothy Parker, mise en scène Samuel Fuller
- 1990 : Guitry et les Femmes, mise en scène Michel Fagadau (festival)
- 1990 : Le Malade imaginaire de Molière, mise en scène Marc Fayet (tournée)
- 1992 : L’Intervention, mise en scène Jacques Descombes, théâtre de Neuilly
- 1993 : Un caprice, mise en scène Jean-Claude Montheil (tournée)
- 1995 : Succes Story, mise en scène Jacques Descombes, théâtre de Dix Heures
- 1996 : Vernissage, mise en scène Guillaume Canet, Petit Hébertot
- 1997 : Voix de garage, mise en scène Jean-Paul Sermadiras, théâtre de Neuilly
- 1998 : La Ménagerie de verre de Tennessee Williams, mise en scène Michel Fagadau, théâtre des Champs-Élysées
- 2001 : Les Désirs sauvages de mon mari, mise en scène Éric Civanyan, théâtre de la Michodière
- 2002 : Un air de famille, mise en scène Raphaëlle Cambrai, tournée
- 2002 : Les Directeurs, mise en scène Étienne Bierry, théâtre de Poche Montparnasse
- 2004 : Romance en Fa, mise en scène Christophe Lidon (festival)
- 2005 : 1,2,3 Sardines, mise en scène Jean-Luc Moreau, théâtre Fontaine, théâtre des Nouveautés
- 2007 : Happy Hanouka, mise en scène Jean-Luc Moreau, théâtre Michel
- 2008 : Les riches reprennent confiance, mise en scène Etienne Bierry, théâtre de Poche Montparnasse
- 2009 : Échauffements climatiques, mise en scène Xavier Letourneur, théâtre Fontaine
- 2011 : Bistro ! de Sylvie Audcoeur et Marie Piton, mise en scène Anne Bourgeois, théâtre de l'Œuvre
- 2014 : Court sucré ou long sans sucre?, mise en scène Jean-Luc Moreau, Théâtre Comédie Bastille
- 2019 : MOM'S, mise en scène Armand Eloi, Avignon